# داروخانه

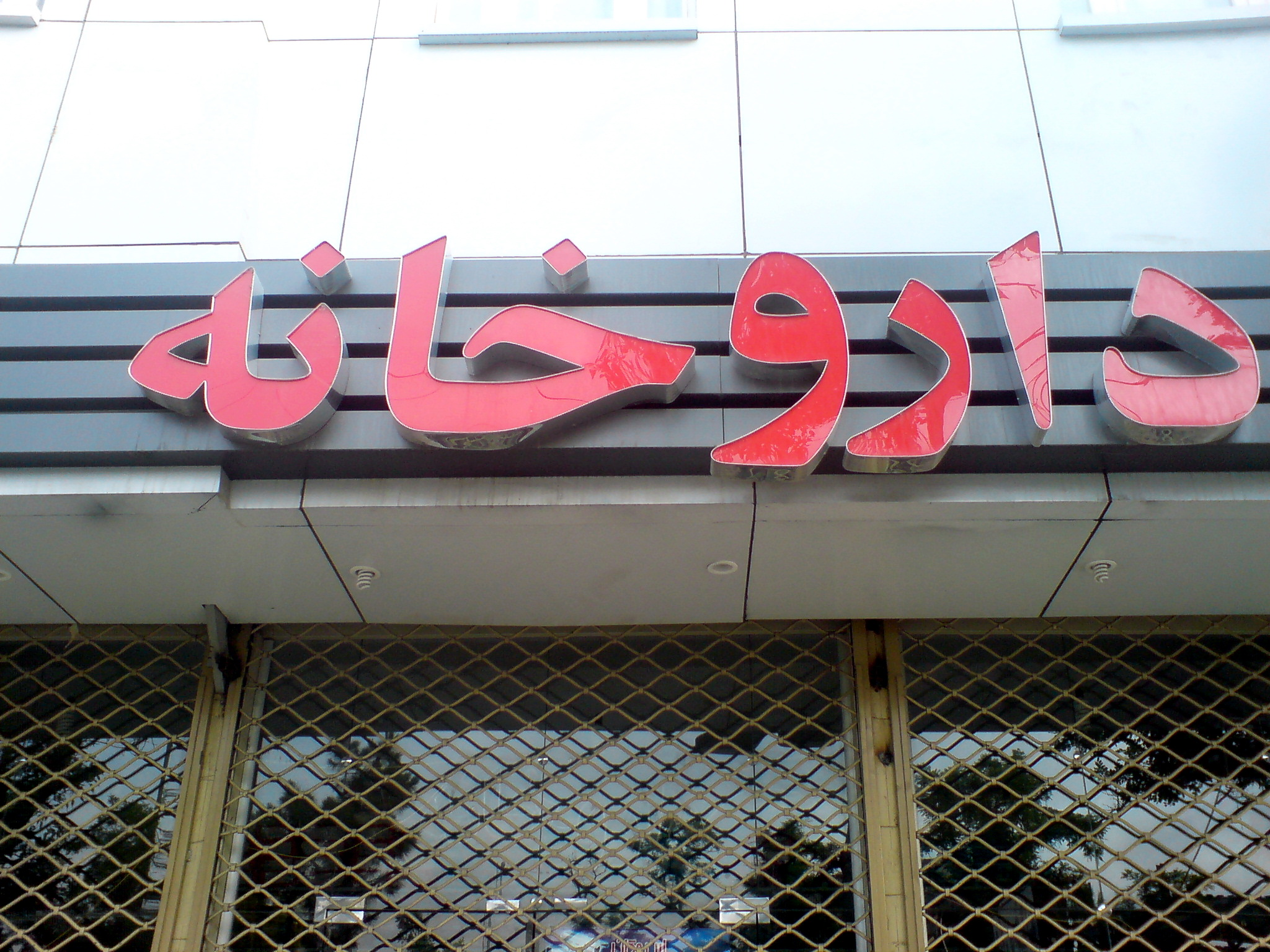

داروخانه یک مؤسسه پزشکی دارویی است که به فروش دارو می‌پردازد. داروخانه باید زیر نظر دکتر داروساز اداره شود.
یک داروساز که به آن مسئول فنی داروخانه گفته می‌شود همواره در داروخانه حضور دارد و چگونگی مصرف دارو، عوارض جانبی و موارد دیگر را برای بیمار توضیح می‌دهد. همچنین داروساز می‌تواند در صورت مشاهده تداخل دارویی، از پیچیدن نسخه خودداری کرده و نسخه را به پزشک مرجوع نماید.
داروخانه های شبانه روزی به نسبت جمعیت و در هر شهر با مجور دانشگاه علوم پزشکی فعالیت شبانه روزی خواهند داشت.
ایرانیان باستان مار را نشانهٔ زندگی و سلامتی می‌دانستند و جام را نشانهٔ دوستی. آن‌ها در جشن‌ها و مراسم، شربت را در جامی می‌ریختند و به نشانهٔ سلامتی می‌نوشیدند، آنها به کسی که حال خوشی نداشت و در بستر بیماری بود، بیمار می‌گفتند یعنی فاقد مار، یعنی بدون زندگی و سلامتی؛ بنابراین مار که سمبل زندگی بود، در جام سلامتی نشان تندرستی و شفا محسوب می‌شد.
اولین مغازه داروخانه عمومی هشتم ژوئیه در سال ۷۰۷ میلادی در شهر بغداد تأسیس و در غرب حدود قرن هجدهم بوده‌است.
پیش از تأسیس داروخانه، پزشکان خود دارو به بیمار می‌دادند. نخستین دانشکده داروسازی جهان در سال ۱۸۲۱ در فیلادلفیا دایر شد.

## داروهای OTC

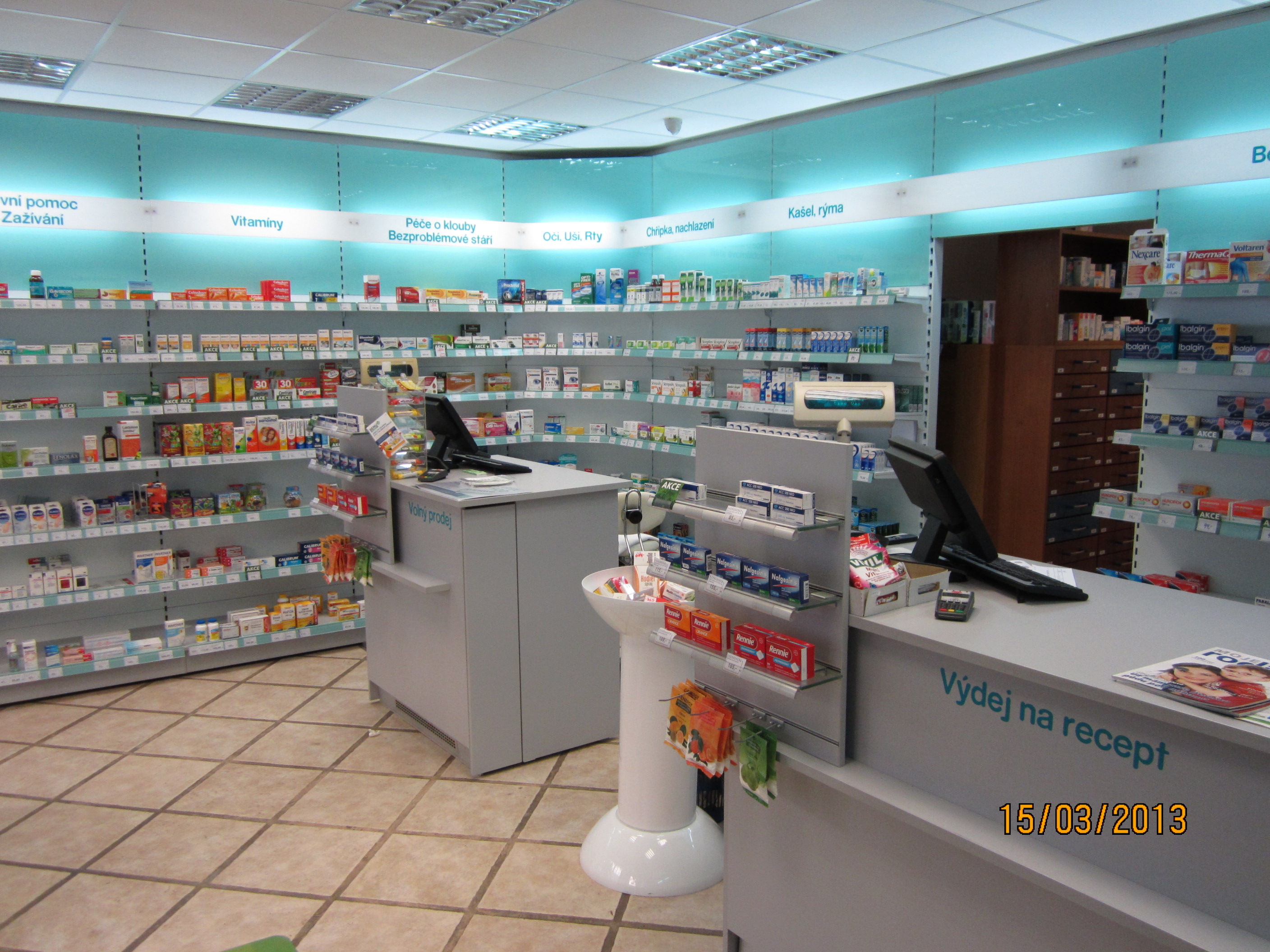
داروخانه جدید در پراگ پایتخت کشور چک

داروهای OTC  یا  over the content به داروهایی گفته می‌شود که بنا به کارایی و خواص آن نیازی به نسخه پزشک معالج نیست و بیمار می‌تواند جهت دسترسی به آن دارو مستقیماً به داروخانه مراجعه کند.
{درکل یعنی [داروی آزاد]} OTC به معنای فروش دارو بدون نسخه پزشک است که شخص با خوردن بی‌مورد آن داروها نمی‌تواند دچار مشکلات عدیده شود.در ایران، داروهای OTC معمولاً شامل مسکن‌های ساده، داروهای گوارشی، آنتی‌هیستامین‌ها، مکمل‌های غذایی و برخی داروهای پوستی هستند که توسط داروساز به بیماران ارائه می‌شوند.

## طبقه‌بندی در دارو خانه‌ها
برای دسترسی راحت تر و سریع تر به داروها، در داروخانه‌ها طبقه‌بندی کلی برای دسته‌های دارویی وجود دارد. تکنسین‌های دارو خانه با دانستن محل دقیق واحدهای دارویی، به درستی داروهایی با خواص و عملکرد مشابه را می‌یابند.
برخی از دسته‌بندی‌ها شامل موارد زیر می‌شوند:

### آنتی‌بیوتیک‌ها
آنتی‌بیوتیک‌ها باعث از بین رفتن یا جلوگیری از رشد باکتری‌ها می‌شود. آنتی‌بیوتیک‌ها تأثیر قابل توجهی روی ویروس‌ها، قارچ‌ها یا انگل‌ها ندارند،
همچنین برای بدن میزبان نسبتاً بی‌ضرر هستند، بنابراین می‌توانند برای درمان
عفونت‌های باکتریایی به راحتی مورد استفاده قرار گیرند.
این دسته دارویی در دسته‌های دارویی پنی سیلین‌ها، سفالوسپورین‌ها، آمینوگیکوزیدها، تترا سایکلیم‌ها و سولفونامیدها تقسیم‌بندی می‌شوند.

### داروهای خواب‌آور و آرامش بخش
متداول‌ترین داروهای این دسته شامل:
بوسپیرون
بنزودیازپین‌ها (آلپرازولام، لوزاپام، تمازپام، اکسپازام و…)
داروهای خواب‌آور گروه زد: زولپیدوم، زالپلون، ایسزوپیکلون
ملاتونین

### داروهای اختلالات عصبی و ضد افسردگی‌ها
این دسته داروها به بهبود خواب، افزایش انرژی، تنظیم اشتها و… کمک می‌کنند.
از جمله آنها می‌توان به سرترالین، ونلافاکسین و سیتالوپرام اشاره کرد.

### داروهای ضد تشنج و صرع
این دسته از داروها تشنج را درمان نمی‌کنند بلکه آن را کنترل می‌کنند.
نمونه داروها: بنزوباربیتال – کاربامازپین – کلوبازام – کلو نازپام و…

### بیماری‌های التهابی ریه
التهاب بافت ریه که یک یا دو طرف قفسه سینه را درگیر می‌کند و معمولاً در در اثر عفونت ریه ایجاد می‌شود. برای درمان معمولاً داروهای زیر تجویز می‌شوند:
DEFLAZACORT/MOMETASONE/BECLOMETHASONE/FLUTICASONE

### ضد التهاب‌ها
برای جلوگیری از تب، درد و التهاب مورد استفاده هستند مانند:
TRIAMCINOLONE / BETAMETHASONE/CROTAMINE/ZINC OXIDE/CALAMINE

### داروهای زنان
می‌توان آنها را در چهار دسته ضدبارداری ، کنترل‌کننده عفونت‌های واژینال، کیست تخمدانی و داروهای تنظیم کننده دوره قاعدگی در نظر گرفت.
DESOJESTRO/DROSPIRENONE/THREE PHASIC/LYNESTRENOL

### ضد قارچ
شایع‌ترین حالت عمل برای داروهای ضد قارچ، اختلال در غشای سلولی است. ضد قارچ‌ها از تفاوت‌های کوچک قارچ‌ها و انسان‌ها در مسیرهای بیوشیمیایی که استروول. ها را سنتز می‌کنند بهره می‌برند
FLUCONAZOLE/ITRACONAZOLE/MICONAZOLE/NYSTATIN

### ضد ویروس‌ها
داروهای ضد ویروس می‌توانند مقاومت سلول را در برابر یک ویروس (اینترفرون‌ها). افزایش دهند و جذب ویروس در سلول یا انتشار آن به سلول را سرکوب کنند
Aciclovir/Foscarnet /Ganciclovir /Ribavirin /Docosanol /Cidofovir

### ضد آمیب‌ها
ضد امیب‌ها به دو صورت عمل می‌کنند یک -داروی ضد قارچ که به عنوان یک داروی آنتی میکوتیک نیز شناخته می‌شود، دو- قارچ کش دارویی یا قارچ استاتیک است که برای درمان و جلوگیری از میکوس استفاده می‌شود
Iodoquinol /Metronidazole / Tinidazole / Paramomycin

### مسکن و تب بر
آنتی پیرتیک‌هایی مانند استامینوفن، آسپیرین، و داروهای ضد التهاب غیراستروئیدی مرتبط (NSAIDs) با افسرده کردن پیام‌های التهابی در هر دو محل محیطی التهاب بافت و درون سایت‌های ترمورگوری سیستم عصبی مرکزی تب را کاهش می‌دهند.
ASA /ACA /DICLOFENAC /CELECOXIB /NAPROXEN

### داروهای گوارشی
در درمان یبوست، اسهال، تهوع، استفراغ و… مورد استفاده هستند.
MEBEVERIN /HYSCINE /ORS /CYCLIZINE /OMEPRAZOL /MUSYLIUM

### داروهای قلب و عروق
در کنترل فشار خون، لخته، ضد آریتمی و … کاربرد دارند.
CLOPIDOGREL /ENOXAPARIN /HEPARIN/WARFARIN /VERAPAMIL /MEXILETINE

### داروهای قند خون
این داروها با تأخیر در تجزیه کربوهیدرات‌ها و کاهش جذب گلوکز در روده کوچک، قند خون را پایین می‌آورد. آن‌ها همچنین آنزیم‌های خاصی را مسدود می‌کنند تا هضم. برخی از ستاره‌ها کند شود
GLICLAZIDE /METFORMIN /PIOGLITAZONE /ACARBOSE

### داروهای چربی خون
این داروها با مسدود کردن عمل آنزیم کبدی که مسئول تولید کلسترول است کار می‌کنند.
LOVASTATIN /FENOFIBRATE /CLOFIBRATE /ATORVASTATIN

### مکمل های غذایی
که شامل انواع مولتی ویتامین ها و مکمل های بدنسازی میشود که به صورت OTC  نیز قابل دریافت از داروخانه میباشد

### تجهیزات پزشکی
فروش تجهیزات پزشکی از انواع اقلام داروخانه میباشد که به عنوان یکی از اقلام مصرفی بیماران در داروخانه میباشد همانند مچ بند ، اتل ، فشار سنج و غیره

### لوازم ارایشی و بهداشتی
لوازم ارایشی و بهداشتی یکی از  عمده ترین اقلام موجود در داروخانه های ایران میباشد که شامل انواع اسپری ها ، بادی اسپلش ها ، فوم های اصلاح صورت ، ضد افتاب ها و غیره میباشد

### سایر داروها
همچنین در دارو خانه‌های بزرگ می‌توان داروهای مربوط به بیماری‌های مجاری ادراری، چشم، الزایمر و پارکینسون، داروهای گیاهی، داروهای تیرویید، انواع هورمونها، انواع سرم، انواع مکمل‌های ویتامین و پروتئین، بی‌حس کننده‌ها، داروها و لوازم آرایشی بهداشتی و… را یافت.

## نگارخانه

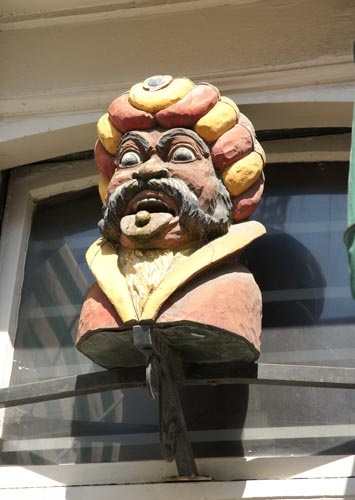